# Store Torungen fyr
Store Torungen fyr er et fyr på øen Store Torungen ud for Arendal i Agder fylke i Norge.
Fyrstationen er et kystfyr, og blev oprettet i 1844 samtidig med Lille Torungen fyr og Sandvigodden fyr. Store- og Lille Torungen fyr blev bygget som tvillingefyr, og derfor blev Arendal kaldt for «Byen med de tvende Fyrtårn».

## Det første anlæg
Det første fyr på Stor Torungen blev bygget i tegl fra Berger teglstensfabrik i Drammen. Støbejernslygten stod 42,5 meter over havet, og var et ældre, fransk linseapparat af 2. orden. Rækværkerne og trapperne op til tårnene blev støbt på Nes jernverk. Store og Lille Torungen blev bygget 1.100 meter fra hinanden. Der blev opført to tårne for at undgå forveksling med Oksøy i vest og Jomfruland i øst. Der blev bygget større fyrvogterbolig end normalt, med et lille rum hvor assistenten kunne ha sit tøj og tilbringe sin fritid. Store Torungen blev sat i drift 1. september 1844.

## Nutidens anlæg
I 1914 blev der bygget et nyt støbejernstårn og teglstenstårnet blev nedrevet. Støbejernstårnet er 34,3 m højt.
På fyrstationen er der maskinhus, boliger, udhus og en gammel smedje. Der er også bådlandingsplads med naust, fundamenter efter tegltårnet og tidligere boliger og udhuse, haver og spor efter ældre haver og mindre landbrugsdrift. Fyret blev fredet i 1997 efter lov om kulturminner. Arendals kommuneblomst Vild Tulipan vokser på øen.
Der har været en meteorologisk målestation på øen siden 1914, i de senere år er denne blevet automatiseret. Øens eneste fastboende, Knut Mørland og Sondre Foyn Gullvåg, driver turistvirksomhed for Stiftelsen Torungen fyr, i samarbejde med Aust-Agder Turistforening. Fyret udlejes som selskabslokaler sammen med naustet. Der er omtrent 25 sengepladser som kan lejes.

## Eksterne kilder og henvisninger
- Wikimedia Commons har flere filer relateret til Store Torungen fyr
- Store Torungen fyr på Riksantikvarens hjemmeside kulturminnesok.no
- Torungens venner
- Sjømerker i Arendal Arkiveret 10. august 2007 hos  Wayback Machine
- Værstatistikk fra Store Torungen Arkiveret 1. november 2013 hos  Wayback Machine